# Venus im Pelz (1969, Dallamano)
Venus im Pelz (Alternativtitel Devil in the Flesh) ist ein deutsch-italienischer Spielfilm von Regisseur Massimo Dallamano aus dem Jahr 1969. In der Hauptrolle agiert die italienische Schauspielerin Laura Antonelli, die dadurch erstmals einem größeren Publikum bekannt wurde. Der Film basiert auf der gleichnamigen Novelle des österreichischen Schriftstellers Leopold von Sacher-Masoch aus dem Jahr 1870. Die Handlung wurde jedoch in die Gegenwart verlegt.

## Handlung
Nach einem ersten Treffen mit der wunderschönen Wanda entschließt sich Severin, diese heimlich zu verfolgen und zu beobachten. Nachdem er sie beim Sex mit Fremden, beim Duschen und beim Masturbieren beobachtet hat, entwickelt sich zwischen beiden eine Femdom-Beziehung. Als sie ihn endlich verstößt, tröstet er sich mit dem Hausmädchen Gracia, während Wanda sich mit dem debilen Bruno einlässt. Severin, von Bruno allzu sehr gedemütigt, will seinen Frust an einer Prostituierten auslassen, die sich aber als Wanda zu erkennen gibt. Am Ende verfällt Severin dem Wahnsinn, weil er das Leiden, das er sich wünscht, nicht ertragen kann.

## Kritiken
- Heyne Filmlexikon, 1996: „Masochistischer Schriftsteller beichtet einem Psychiater seine Lebensgeschichte, die darin gipfelt, daß sich seine peitschenschwingende Sado-Geliebte ebenfalls als ‚unterwürfig‘ entpuppt. Sex-Kitsch.“

- Film-Dienst: „Modisch verkitschte Sexschnulze nach Sacher-Masochs Bestseller der erotischen Literatur, der von sexueller Unterwürfigkeit, Erniedrigungen und Sadismen handelt. In der psychologischen Zeichnung an Trivialität kaum mehr zu überbieten. Auch der sich anspruchsvoll gebende Dialog kann nicht über den verlogenen Charakter des verquälten Films hinwegtäuschen.“[1]